# Championnats d'Europe de natation 2012
Navigation
Budapest 2010 Berlin 2014
La 31e édition des Championnats d'Europe de natation a eu lieu du 14 au 27 mai 2012 à Debrecen, en Hongrie pour la natation sportive, et à Eindhoven, aux Pays-Bas, pour la natation synchronisée et le plongeon.

## Choix des villes organisatrices
Lors du congrès de Reykjavik, en mai 2011, la Ligue européenne de natation (LEN) annonce qu'elle n'a reçu aucune candidature pour l’organisation des championnats d’Europe de 2012. Est voté le principe d’accepter l'organisation dans deux sites différents. Seule Vienne en Autriche avait fait une proposition, retirée en raison du coût et du contexte économique mondial.
Finalement, en mai 2011, la LEN alloue l’organisation à la ville néerlandaise d’Eindhoven pour les épreuves de plongeon du 14 au 20 mai et à la ville belge d’Anvers pour les natations sportives et synchronisée du 16 au 27 mai 2012. En décembre 2011, la LEN décide l’organisation des épreuves de nage en eau libre à Piombino, en Italie[réf. souhaitée].
Le 16 février 2012, la LEN annonce cependant que les épreuves de natation sportive prévues au Sportpaleis d’Anvers sont allouées à la ville hongroise de Debrecen, et celles de natation synchronisée rejoignent Eindhoven.

## Sites

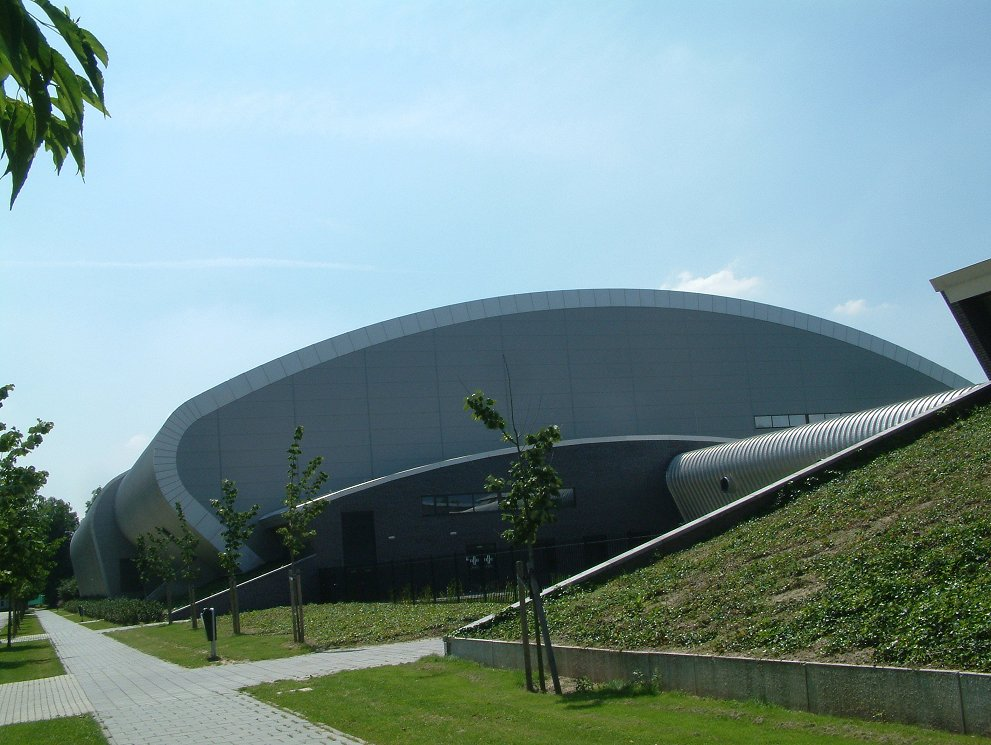
Le stade Pieter van den Hoogenband.

À Eindhoven, c'est le stade nautique Pieter van den Hoogenband qui est de nouveau utilisé après les championnats d’Europe de water-polo féminin et masculin en janvier 2012, et auparavant les championnats d'Europe de natation 2008.
À Debrecen, le stade nautique municipal, inauguré en 2006, a accueilli les Championnats d'Europe de natation en petit bassin 2007. Il peut accueillir deux mille deux cents spectateurs.

## Calendrier
Les onze épreuves de plongeon ont lieu du 15 au 20 mai à Eindhoven.
Les trente-quatre épreuves individuelles et les six relais de natation sportive ont lieu du 21 au 27 mai à Debrecen.
Les quatre disciplines de la natation synchronisée ont lieu du 23 au 27 mai à Eindhoven.

## Délégations
Les engagés par nations, à Debrecen, sont les suivants :
- Andorre : 1 nageuse
- Autriche : 11 nageurs et 9 nageuses (total : 20)
- Biélorussie 6 + 4 (10)
- Belgique 12 + 2 (14)
- Bosnie-Herzégovine : 1 nageuse
- Bulgarie : 4 + 3 (7)
- Croatie : 9 + 3 (12)
- Chypre : 2 nageuses
- Tchéquie : 10 + 9 (19)
- Estonie : 8 + 5 (13)
- Îles Féroé : 1 + 3 (4)
- Finlande : 3 + 9 (12)
- Macédoine du Nord : 1 + 2 (3)
- France : 15 + 12 (27)[7].
- Géorgie : 2 nageurs
- Allemagne : 21 + 15 (36)
- Royaume-Uni : 4 + 1 (5)
- Grèce : 9 + 9 (18)
- Hongrie : 20 + 16 (36)
- Islande : 3 + 9 (12)
- Irlande : 1 + 6 (7)
- Israël : 14 + 2 (16)
- Italie : 30 + 19 (49)
- Lettonie : 5 + 3 (8)
- Liechtenstein : 1 nageuse
- Lituanie : 10 + 3 (13)
- Luxembourg : 3 nageurs
- Moldavie : 3 + 3 (6)
- Monténégro : 1 nageuse
- Pays-Bas : 3 nageuses
- Norvège : 7 + 9 (16)
- Pologne : 12 + 9 (21)
- Portugal :  10 + 2 (12)
- Roumanie :  3 + 1 (4)
- Russie :  14 + 7 (21)
- Saint-Marin : 2 nageuses
- Serbie :  9 + 2 (11)
- Slovaquie :  12 + 8 (20)
- Slovénie : 9 + 12 (21)
- Espagne : 4 + 12 (16)
- Suède : 6 + 11 (17)
- Suisse : 13 + 3 (16)
- Turquie : 5 + 8 (13)
- Ukraine : 11 + 8 (19)
- Total des 44 nations : 320 + 250 (570)

## Podiums

### Natation sportive

#### Femmes
| Épreuves               | Or | Argent | Bronze                                                                                          |
| Nage libre             | Nage libre | Nage libre | Nage libre                                                                                      |
| ---------------------- | --- | --- | ----------------------------------------------------------------------------------------------- |
| 50 m                   | Britta Steffen (GER) 24 s 37 | Hinkelien Schreuder (NED) 24 s 78                                                                                       | Nery Mantey Niangkouara (GRE) 24 s 93                                                           |
| 100 m                  | Sarah Sjöström (SWE) 53 s 61 | Britta Steffen (GER) 54 s 15                                                                                            | Daniela Schreiber (GER) 54 s 41                                                                 |
| 200 m                  | Federica Pellegrini (ITA) 1 min 56 s 76                                                                                                 | Silke Lippok (GER) 1 min 58 s 19                                                                                        | Ophélie-Cyrielle Étienne (FRA) 1 min 58 s 23                                                    |
| 400 m                  | Coralie Balmy (FRA) 4 min 5 s 31 | Mireia Belmonte García (ESP) 4 min 5 s 45                                                                               | Ophélie-Cyrielle Étienne (FRA) 4 min 7 s 47                                                     |
| 800 m                  | Boglárka Kapás (HUN) 8 min 26 s 49 | Coralie Balmy (FRA) 8 min 27 s 79                                                                                       | Éva Risztov (HUN) 8 min 27 s 87                                                                 |
| 1 500 m                | Mireia Belmonte García (ESP) 16 min 5 s 34                                                                                              | Éva Risztov (HUN) 16 min 10 s 04                                                                                        | Erika Villaécija (ESP) 16 min 15 s 85                                                           |
| Dos                    | | |                                                                                                 |
| 50 m                   | Mercedes Peris Minguet (ESP) 28 s 25 | Arianna Barbieri (ITA) 28 s 31 Sanja Jovanović (CRO) 28 s 31                                                            |                                                                                                 |
| 100 m                  | Jenny Mensing (GER) 1 min 0 s 08 | Arianna Barbieri (ITA) 1 min 0 s 54                                                                                     | Simona Baumrtova (CZE) 1 min 0 s 57                                                             |
| 200 m                  | Alexianne Castel (FRA) 2 min 8 s 41 | Jenny Mensing (GER) 2 min 9 s 55                                                                                        | Duane Da Rocha Marce (ESP) 2 min 9 s 56                                                         |
| Brasse                 | | |                                                                                                 |
| 50 m                   | Petra Chocová (CZE) 31 s 25 | Sycerika Mc Mahon (IRL) 31 s 27                                                                                         | Caroline Ruhnau (GER) 31 s 35                                                                   |
| 100 m                  | Sarah Poewe (GER) 1 min 7 s 33 | Jennie Johansson (SWE) 1 min 7 s 85                                                                                     | Marina Garcia Urzainqui (ESP) 1 min 7 s 91                                                      |
| 200 m                  | Sara Nordenstam (NOR) 2 min 26 s 91 | Irina Novikova (RUS) 2 min 27 s 25                                                                                      | Sarah Poewe (GER) 2 min 27 s 80                                                                 |
| Papillon               | | |                                                                                                 |
| 50 m                   | Sarah Sjöström (SWE) 25 s 64 | Triin Aljand (EST) 25 s 92                                                                                              | Ingvild Snildal (NOR) 26 s 12                                                                   |
| 100 m                  | Ingvild Snildal (NOR) 58 s 04 | Martina Granström (SWE) 58 s 07                                                                                         | Amit Ivri (ISR) 58 s 78                                                                         |
| 200 m                  | Katinka Hosszú (HUN) 2 min 7 s 28 | Zsuzsanna Jakabos (HUN) 2 min 7 s 86                                                                                    | Martina Granström (SWE) 2 min 8 s 22                                                            |
| Quatre nages           | | |                                                                                                 |
| 200 m                  | Katinka Hosszú (HUN) 2 min 10 s 84 | Sophie Allen (GBR) 2 min 11 s 49                                                                                        | Evelyn Verrasztó (HUN) 2 min 11 s 63                                                            |
| 400 m                  | Katinka Hosszú (HUN) 4 min 33 s 76 | Zsuzsanna Jakabos (HUN) 4 min 35 s 68                                                                                   | Barbora Závadová (CZE) 4 min 38 s 07                                                            |
| Relais                 | | |                                                                                                 |
| 4 × 100 m nage libre   | Allemagne Britta Steffen Silke Lippok Lisa Vitting Daniela Schreiber 3 min 37 s 98                                                      | Suède Ida Marko-Varga Michelle Coleman Sarah Sjöström Gabriella Fagundez 3 min 38 s 40 Nathalie Lindborg Louise Hansson | Italie Alice Mizzau Federica Pellegrini Erica Buratto Erika Ferraioli 3 min 39 s 84 Alice Nesti |
| 4 × 200 m nage libre   | Italie Alice Mizzau Alice Nesti Diletta Carli Federica Pellegrini 7 min 52 s 90 Martina De Memme Erica Buratto                          | Hongrie Zsuzsanna Jakabos Evelyn Verrasztó Ágnes Mutina Katinka Hosszú 7 min 54 s 70                                    | Slovénie Sara Isakovič Anja Klinar Ursa Bezan Mojca Sagmeister 7 min 59 s 73                    |
| 4 × 100 m quatre nages | Allemagne Jenny Mensing Sarah Poewe Alexandra Wenk Britta Steffen 3 min 58 s 43 Lisa Graf Caroline Ruhnau Sina Sutter Daniela Schreiber | Italie Arianna Barbieri Chiara Boggiatto Ilaria Bianchi Alice Mizzau 4 min 1 s 92 Carlotta Zofkova Silvia Di Pietro     | Suède Therese Svendsen Joline Hoestman Martina Granström Nathalie Lindborg 4 min 5 s 58         |

#### Hommes
| Épreuves               | Or | Argent | Bronze                                                                                     |
| Nage libre             | Nage libre | Nage libre | Nage libre                                                                                 |
| ---------------------- | --- | --- | ------------------------------------------------------------------------------------------ |
| 50 m                   | Frédérick Bousquet (FRA) 21 s 80 | Stefan Nystrand (SWE) 22 s 04 | Andriy Hovorov (UKR) 22 s 18                                                               |
| 100 m                  | Filippo Magnini (ITA) 48 s 77 | Alain Bernard (FRA) 48 s 95 | Norbert Trandafir (ROU) 49 s 13                                                            |
| 200 m                  | Paul Biedermann (GER) 1 min 46 s 27                                                                                                 | Amaury Leveaux (FRA) 1 min 47 s 69 | Dominik Kozma (HUN) 1 min 47 s 72                                                          |
| 400 m                  | Paul Biedermann (GER) 3 min 47 s 84                                                                                                 | Gergő Kis (HUN) 3 min 48 s 09 | Samuel Pizzetti (ITA) 3 min 48 s 66                                                        |
| 800 m                  | Gergő Kis (HUN) 7 min 49 s 46 | Gregorio Paltrinieri (ITA) 7 min 52 s 23                                                                                               | Sergiy Frolov (UKR) 7 min 52 s 81                                                          |
| 1 500 m                | Gregorio Paltrinieri (ITA) 14 min 48 s 92 (CR)                                                                                      | Gergő Kis (HUN) 14 min 58 s 15 | Gergely Gyurta (HUN) 15 min 4 s 38                                                         |
| Dos                    | | |                                                                                            |
| 50 m                   | Jonatan Kopelev (ISR) 24 s 43 | Mirco Di Tora (ITA) 24 s 95 | Dorian Gandin (FRA) Richárd Bohus (HUN) Guy Barnea (ISR) 25 s 14                           |
| 100 m                  | Áris Grigoriádis (GRE) 53 s 86 | Helge Meeuw (GER) 54 s 06 | Yakov-Yan Toumarkin (ISR) 54 s 14                                                          |
| 200 m                  | Radosław Kawęcki (POL) 1 min 55 s 28 (RC)                                                                                           | Péter Bernek (HUN) 1 min 55 s 88 | Yakov-Yan Toumarkin (ISR) 1 min 57 s 35                                                    |
| Brasse                 | | |                                                                                            |
| 50 m                   | Damir Dugonjič (SVN) 27 s 32 | Fabio Scozzoli (ITA) 27 s 49 | Panayiótis Samilídis (GRE) 27 s 64                                                         |
| 100 m                  | Fabio Scozzoli (ITA) 1 min 0 s 55                                                                                                   | Valeriy Dymo (UKR) 1 min 0 s 68 | Mattia Pesce (ITA) 1 min 0 s 93                                                            |
| 200 m                  | Dániel Gyurta (HUN) 2 min 8 s 60 (RC)                                                                                               | Marco Koch (GER) 2 min 8 s 95 | Panayiótis Samilídis (GRE) 2 min 9 s 72                                                    |
| Papillon               | | |                                                                                            |
| 50 m                   | Rafael Muñoz (ESP) 23 s 16 | Frédérick Bousquet (FRA) 23 s 30 | Yauhen Tsurkin (BLR) 23 s 37                                                               |
| 100 m                  | Milorad Čavić (SRB) 51 s 45 (RC) | László Cseh (HUN) 51 s 77 | Matteo Rivolta (ITA) 52 s 40                                                               |
| 200 m                  | László Cseh (HUN) 1 min 54 s 95 | Bence Biczó (HUN) 1 min 55 s 85 | Ioánnis Drymonákos (GRE) 1 min 56 s 48                                                     |
| Quatre nages           | | |                                                                                            |
| 200 m                  | László Cseh (HUN) 1 min 56 s 66 (RC)                                                                                                | James Goddard (GBR) 1 min 57 s 84 | Markus Rogan (AUT) 1 min 59 s 39                                                           |
| 400 m                  | László Cseh (HUN) 4 min 12 s 17 | David Verraszto (HUN) 4 min 14 s 23 | Ioánnis Drymonákos (GRE) 4 min 14 s 41                                                     |
| Relais                 | | |                                                                                            |
| 4 × 100 m nage libre   | France Amaury Leveaux Alain Bernard Frédérick Bousquet Jérémy Stravius 3 min 13 s 55 Lorys Bourelly Mehdy Metella                   | Italie Andrea Rolla Marco Orsi Michele Santucci Filippo Magnini 3 min 14 s 71 Luca Leonardi Gianluca Maglia                            | Russie Vitaly Syrnikov Oleg Tikhobaev Nikita Konovalov Viacheslav Andrusenko 3 min 15 s 13 |
| 4 × 200 m nage libre   | Allemagne Paul Biedermann Tim Wallburger Clemens Rapp Dimitri Colupaev 7 min 9 s 17                                                 | Italie Filippo Magnini Samuel Pizzetti Riccardo Maestri Gianluca Maglia 7 min 13 s 10 Alex Di Giorgio Marco Belotti                    | Hongrie László Cseh Gergő Kis Dominik Kozma Péter Bernek 7 min 13 s 60                     |
| 4 × 100 m quatre nages | Italie Mirco Di Tora Fabio Scozzoli Matteo Rivolta Filippo Magnini 3 min 32 s 80 Matteo Milli Mattia Pesce Piero Codia Andrea Rolla | Allemagne Helge Meeuw Christian vom Lehn Markus Deibler Marco Di Carli 3 min 34 s 41 Christian Diener Steffen Deibler Dimitri Colupaev | Hongrie Péter Bernek Dániel Gyurta László Cseh Dominik Kozma 3 min 34 s 87 Bence Pulai     |

### Natation synchronisée
| Épreuves | Or | Argent | Bronze |
| -------- | --- | --- | --- |
| Solo     | Natalia Ishchenko (RUS) 97,810 pts | Andrea Fuentes (ESP) 95,900 pts | Lolita Ananasova (UKR) 92,250 pts |
| Duo      | Russie Natalia Ishchenko Svetlana Romashina 97,860 pts | Espagne Ona Carbonell Andrea Fuentes 95,980 pts | Ukraine Daria Iushko Kseniya Sydorenko 92,950 pts |
| Équipes  | Espagne Clara Basiana Alba María Cabello Ona Carbonell Margalida Crespí Andrea Fuentes Thaïs Henríquez Paula Klamburg Irene Montrucchio 96,210 pts                         | Ukraine Lolita Ananasova Daria Iushko Hanna Klymenko Olha Kondrashova Oleksandra Sabada Kateryna Sadurska Kseniya Sydorenko Anna Voloshyna 93,660 pts                                     | Italie Federica Bellaria Elisa Bozzo Camilla Catteneo Manila Flamini Giulia Lapi Maria Angela Perrupato Benedetta Re Sara Sgarzi 90,530 pts                                 |
| Combiné  | Espagne Clara Basiana Alba María Cabello Clara Camacho Ona Carbonell Margalida Crespí Andrea Fuentes Thaïs Henríquez Paula Klamburg Irene Montrucchio Laia Pons 95,600 pts | Ukraine Lolita Ananasova Olena Grechykhina Daria Iushko Hanna Khmelnytska Hanna Klymenko Olha Kondrashova Oleksandra Sabada Kateryna Sadurska Kseniya Sydorenko Anna Voloshyna 93,420 pts | Italie Federica Bellaria Elisa Bozzo Beatrice Callegari Camilla Catteneo Linda Cerruti Francesca Deidda Manila Flamini Benedetta Re Dalila Schiesaro Sara Sgarzi 90,440 pts |

### Plongeon

#### Femmes
| Épreuves               | Or                                                  | Argent                                                    | Bronze                                                 |
| Épreuves individuelles | Épreuves individuelles                              | Épreuves individuelles                                    | Épreuves individuelles                                 |
| ---------------------- | --------------------------------------------------- | --------------------------------------------------------- | ------------------------------------------------------ |
| Tremplin à 1 m         | Anna Lindberg (SWE) 301,35 pts.                     | Tania Cagnotto (ITA) 281,30 pts.                          | Nadezhda Bazhina (RUS) 275,15 pts.                     |
| Tremplin à 3 m         | Anna Lindberg (SWE) 342,75 pts.                     | Uschi Freitag (GER) 321,40 pts.                           | Olena Fedorova (UKR) 315,00 pts.                       |
| Plateforme à 10 m      | Yulia Prokopchuk (UKR) 321,55 pts.                  | Noemi Batki (ITA) 315,60 pts.                             | Maria Kurjo (GER) 312,65 pts.                          |
| Épreuves synchronisées |                                                     |                                                           |                                                        |
| Tremplin à 3 m         | Italie Francesca Dallapé Tania Cagnotto 325,50 pts. | Ukraine Hanna Pysmenska Olena Fedorova 302,10 pts.        | Allemagne Katja Dieckow Uschi Freitag 296,70 pts.      |
| Plateforme à 10 m      | Royaume-Uni Tonia Couch Sarah Barrow 319,56 pts.    | Ukraine Viktoriya Potyekhina Yulia Prokopchuk 310,68 pts. | Allemagne Nora Subschinski Christin Steuer 303,93 pts. |

#### Hommes
| Épreuves               | Or                                                   | Argent                                              | Bronze                                                      |
| Épreuves individuelles | Épreuves individuelles                               | Épreuves individuelles                              | Épreuves individuelles                                      |
| ---------------------- | ---------------------------------------------------- | --------------------------------------------------- | ----------------------------------------------------------- |
| Tremplin à 1 m         | Illya Kvasha (UKR) 430,50 pts.                       | Ievgueni Kouznetsov (RUS) 412,65 pts.               | Matthieu Rosset (FRA) 403,95 pts.                           |
| Tremplin à 3 m         | Matthieu Rosset (FRA) 504,00 pts.                    | Patrick Hausding (GER) 502,75 pts.                  | Ilia Zakharov (RUS) 493,80 pts.                             |
| Plateforme à 10 m      | Thomas Daley (GBR) 565,05 pts.                       | Victor Minibaev (RUS) 515,40 pts.                   | Gleb Galperin (RUS) 511,55 pts.                             |
| Épreuves synchronisées |                                                      |                                                     |                                                             |
| Tremplin à 3 m         | Russie Ievgueni Kouznetsov Ilia Zakharov 445,92 pts. | Allemagne Patrick Hausding Stephan Feck 433,68 pts. | Ukraine Oleksiy Pryhorov Illya Kvasha 432,48 pts.           |
| Plateforme à 10 m      | Allemagne Sascha Klein Patrick Hausding 463,08 pts.  | Russie Ilia Zakharov Victor Minibaev 458,07 pts     | Ukraine Oleksandr Bondar Oleksandr Gorshkovozov 437,79 pts. |

#### Mixte
| Épreuves            | Or                                              | Argent                                             | Bronze                                           |
| ------------------- | ----------------------------------------------- | -------------------------------------------------- | ------------------------------------------------ |
| Épreuve par équipes | France Audrey Labeau Matthieu Rosset 416,50 pts | Ukraine Olena Fedorova Oleksandr Bondar 387,85 pts | Russie Nadezda Bazhina Artem Chesakov 384,30 pts |

## Tableaux des médailles
Le trophée des nations de la LEN est remporté pour la première fois par l'Italie, avec 780 points obtenus par les finalistes.

### Toutes disciplines
| Rang  | Nation             | Or | Argent | Bronze | Total |
| ----- | ------------------ | -- | ------ | ------ | ----- |
| 1     | Hongrie            | 9  | 10     | 7      | 26    |
| 2     | Allemagne          | 9  | 9      | 6      | 24    |
| 3     | Italie             | 7  | 10     | 6      | 23    |
| 4     | France             | 6  | 4      | 4      | 14    |
| 5     | Espagne            | 5  | 3      | 3      | 11    |
| 6     | Suède              | 4  | 4      | 2      | 10    |
| 7     | Russie             | 3  | 4      | 5      | 12    |
| 8     | Ukraine            | 2  | 6      | 7      | 15    |
| 9     | Royaume-Uni        | 2  | 2      | 0      | 4     |
| 10    | Norvège            | 2  | 0      | 1      | 3     |
| 11    | Grèce              | 1  | 0      | 5      | 6     |
| 12    | Israël             | 1  | 0      | 4      | 5     |
| 13    | République tchèque | 1  | 0      | 2      | 3     |
| 14    | Slovénie           | 1  | 0      | 1      | 2     |
| 15    | Pologne            | 1  | 0      | 0      | 1     |
| 15    | Serbie             | 1  | 0      | 0      | 1     |
| 17    | Estonie            | 0  | 1      | 0      | 1     |
| 17    | Croatie            | 0  | 1      | 0      | 1     |
| 17    | Pays-Bas           | 0  | 1      | 0      | 1     |
| 17    | Irlande            | 0  | 1      | 0      | 1     |
| 21    | Autriche           | 0  | 0      | 1      | 1     |
| 21    | Biélorussie        | 0  | 0      | 1      | 1     |
| 21    | Roumanie           | 0  | 0      | 1      | 1     |
| Total | Total              | 55 | 56     | 55     | 167   |

### Par discipline
| Rang  | Nation             | Or | Argent | Bronze | Total |
| ----- | ------------------ | -- | ------ | ------ | ----- |
| 1     | Hongrie            | 9  | 10     | 7      | 26    |
| 2     | Allemagne          | 8  | 6      | 3      | 17    |
| 3     | Italie             | 6  | 8      | 4      | 18    |
| 4     | France             | 4  | 4      | 3      | 11    |
| 5     | Espagne            | 3  | 1      | 3      | 7     |
| 6     | Suède              | 2  | 4      | 2      | 8     |
| 7     | Norvège            | 2  | 0      | 1      | 3     |
| 8     | Grèce              | 1  | 0      | 5      | 6     |
| 9     | Israël             | 1  | 0      | 4      | 5     |
| 10    | République tchèque | 1  | 0      | 2      | 3     |
| 11    | Slovénie           | 1  | 0      | 1      | 2     |
| 12    | Pologne            | 1  | 0      | 0      | 1     |
| 12    | Serbie             | 1  | 0      | 0      | 1     |
| 14    | Royaume-Uni        | 0  | 2      | 0      | 2     |
| 15    | Ukraine            | 0  | 1      | 2      | 3     |
| 16    | Russie             | 0  | 1      | 1      | 2     |
| 17    | Croatie            | 0  | 1      | 0      | 1     |
| 17    | Estonie            | 0  | 1      | 0      | 1     |
| 17    | Irlande            | 0  | 1      | 0      | 1     |
| 17    | Pays-Bas           | 0  | 1      | 0      | 1     |
| 21    | Autriche           | 0  | 0      | 1      | 1     |
| 21    | Biélorussie        | 0  | 0      | 1      | 1     |
| 21    | Roumanie           | 0  | 0      | 1      | 1     |
| Total | Total              | 40 | 41     | 41     | 122   |

| Rang  | Nation      | Or | Argent | Bronze | Total |
| ----- | ----------- | -- | ------ | ------ | ----- |
| 1     | Ukraine     | 2  | 3      | 3      | 8     |
| 2     | France      | 2  | 0      | 1      | 3     |
| 3     | Royaume-Uni | 2  | 0      | 0      | 2     |
| 3     | Suède       | 2  | 0      | 0      | 2     |
| 5     | Russie      | 1  | 3      | 4      | 8     |
| 6     | Allemagne   | 1  | 3      | 3      | 7     |
| 7     | Italie      | 1  | 2      | 0      | 3     |
| Total | Total       | 11 | 11     | 11     | 33    |

| Rang  | Nation  | Or | Argent | Bronze | Total |
| ----- | ------- | -- | ------ | ------ | ----- |
| 1     | Espagne | 2  | 2      | 0      | 4     |
| 2     | Russie  | 2  | 0      | 0      | 2     |
| 3     | Ukraine | 0  | 2      | 2      | 4     |
| 4     | Italie  | 0  | 0      | 2      | 2     |
| Total | Total   | 4  | 4      | 4      | 12    |